# ウカシュ・スコルプスキ
ウカシュ・スコルプスキ（Łukasz Skorupski，1991年5月5日 - ）は、ポーランド・シロンスク県ザブジェ出身のサッカー選手。セリエA・ボローニャ所属。ポーランド代表。ポジションはゴールキーパー。

## 経歴

### クラブ
グールニク・ザブジェのユース出身で、2011年にルフ・ラジオンクフにレンタル移籍した。グールニク・ザブジェ復帰後はレギュラーに定着した。
2013年7月13日に移籍金89万ユーロでセリエAのローマに移籍した。
2015年7月1日、エンポリにレンタル移籍した。エンポリでは、正GKとしてリーグ戦32試合に出場し、セリエA残留に貢献した。2016年7月20日、2021年まで契約を延長した。
2018年6月22日、ボローニャと2023年6月30日までの契約を締結した。

### 代表
2012年12月14日のマケドニアとの親善試合で代表デビュー。

## 代表歴

### 出場大会
- ポーランド代表
  - 2022 FIFAワールドカップ

### 試合数
- 国際Aマッチ 9試合 0得点（2012年-）[5]

| ポーランド代表 | 国際Aマッチ | 国際Aマッチ |
| 年             | 出場        | 得点        |
| -------------- | ----------- | ----------- |
| 2012           | 1           | 0           |
| 2013           | 0           | 0           |
| 2014           | 0           | 0           |
| 2015           | 0           | 0           |
| 2016           | 0           | 0           |
| 2017           | 0           | 0           |
| 2018           | 2           | 0           |
| 2019           | 0           | 0           |
| 2020           | 1           | 0           |
| 2021           | 1           | 0           |
| 2022           | 3           | 0           |
| 2023           | 1           | 0           |
| 2024           |             |             |
| 通算           | 9           | 0           |